# Katrine Greis-Rosenthal
Katrine Greis-Rosenthal (* 19. September 1985 als Katrine Murholt Rosenthal in Gentofte) ist eine dänische Schauspielerin.

## Leben
Katrine Greis-Rosenthal entstammt einer Familie mit jüdischen Vorfahren. Ihr Vater ist der Unternehmer Finn Rosenthal, ihr Bruder Nikolaj Rosenthal spielt in der dänischen Eishockey-Nationalmannschaft.
Sie absolvierte von 2008 bis 2012 an der Statens Teaterskole zusammen mit Danica Curcic und Mikkel Boe Følsgaard in Kopenhagen eine Schauspielausbildung. Im Anschluss trat sie auf verschiedenen Bühnen in Dänemark auf. Am Königlichen Theater in Kopenhagen übernahm sie eine Hauptrolle in dem von Christopher Berdal inszenierten Klassiker Jeppe på Bjerget mit Henning Jensen in der Titelrolle. 2010 trat sie in Melampe im Grønnegårds Teatret und in Den Danske Scenekunstskole in Ovids Metamorphosen auf. 2017 spielte Greis-Rosenthal in der Aufführung De danser alene im Mammutteatret. 
Seit 2011 hat sie auch regelmäßige Auftritte in verschiedenen, zumeist dänischen Film- und Fernsehproduktionen. Ihr Debüt gab sie 2011 in dem Kurzfilm Tilstand. 2014/15 schaffte Greis-Rosenthal einen Durchbruch in den Fernsehserien Schändung, Heartless und Die Brücke – Transit in den Tod. 2018 trat sie gemeinsam mit ihrem Mann in Thomas Vinterbergs Miniserie Kursk auf. 2018 erhielt Katrine Greis-Rosenthal für ihr Filmschaffen in Dänemark den Ove-Sprogøe-Preis.
Greis-Rosenthal spricht außer Dänisch ebenfalls Norwegisch, Deutsch, Englisch und Französisch.
2012 heiratete sie den Schauspielkollegen Martin Greis und nahm den gemeinsamen Doppelnamen Greis-Rosenthal an. Sie haben zwei gemeinsame Kinder, Esther Liv und August Levy.

## Filmografie
- 2011: Tilstand (Kurzfilm)
- 2014: Schändung (Fasandræberne)
- 2014–2015: Heartless (Fernsehserie)
- 2015: Die Brücke – Transit in den Tod (Broen)
- 2015: Tomgang (Fernsehserie)
- 2016: Bedre skilt end aldrig (Fernsehserie)
- 2017: Behold, Such Clown (Sé, hvilken klovn, Kurzfilm)
- 2018: Øgendahl og de store forfattere  (Dokumentation)
- 2018: Lykke-Per (Spielfilm)
- 2018: Kursk
- 2018: Kriger (Miniserie)
- 2018–2022: Die Schwesternschule (Sygeplejeskolen, Fernsehserie)
- 2018: Selfiestan (Fernsehserie)
- 2018–2019: Lykke-Per (Miniserie)
- 2019: Forhøret (Miniserie)
- 2021: Dinner for Two (Smagen af sult)
- 2022: Dag & nat (Miniserie)
- 2022: Fædre & mødre
- 2022: Krag & Virkner (Miniserie)
- 2023: Camino
- 2023: Når befrielsen kommer
- 2024: Graverne (Fernsehserie)
- 2024: Kaos (Fernsehserie)